# 蓓尔美尔

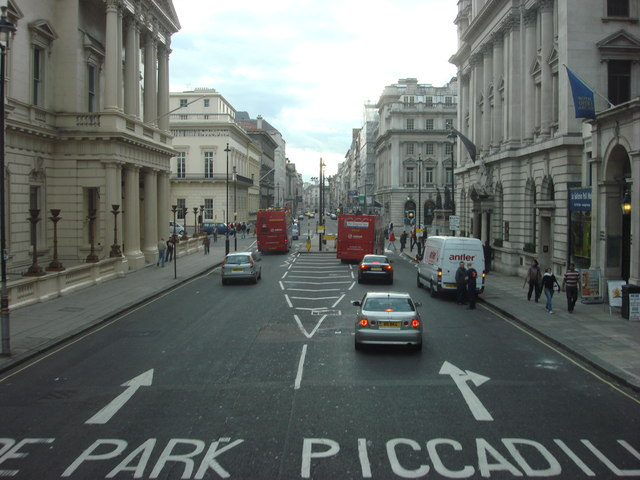
蓓尔美尔街

蓓尔美尔（英語：Pall Mall）是伦敦西敏市的一条街道，与林荫路平行。它西起于聖詹姆士街，途径滑铁卢坊（Waterloo Place），东止于干草市场街。此后延伸到特拉法加广场的一段延长线，则被称为蓓尔美尔东街（Pall Mall East）。蓓尔美尔是伦敦圣詹姆士区的交通干道，也是英国路网A4区线的一段。

## 历史

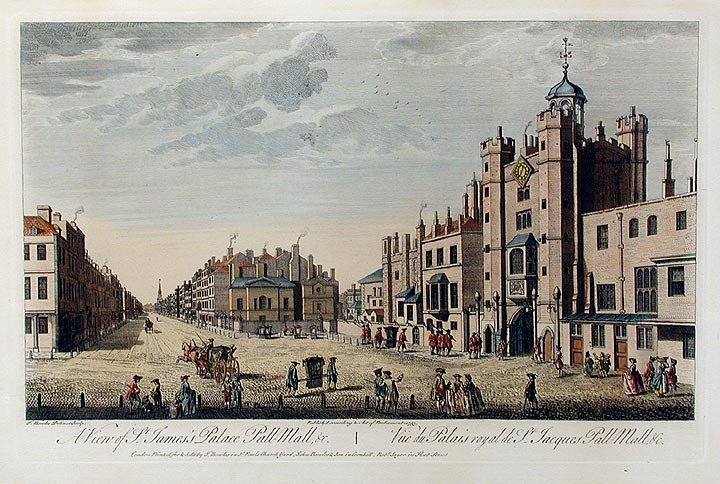
蓓尔美尔街和圣詹姆士宫（1763年）

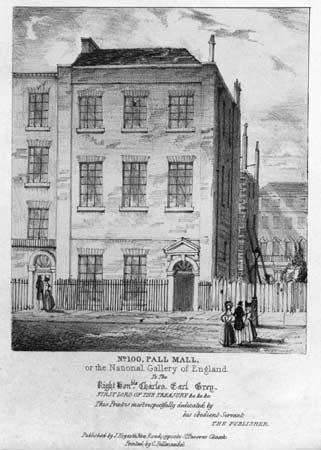
蓓尔美尔100号，国家美术馆，1824年-1834年间

17世纪，这里盛行槌球运动（paille-maille），蓓尔美尔因此而得名。
1814年，皇家学院、国家美术馆和佳士得拍卖行三个相关的艺术组织，一时之间齐聚蓓尔美尔，使它一度成为英伦美术活动的中心；不过，它们不久就都迁走了。
19世纪到20世纪初，这里陆续开设了各种名目的俱乐部会所，诸如阿西纳姆俱乐部（Athenaeum Club）、旅行家俱乐部（Travellers Club）、陆军和海军俱乐部（Army and Navy Club）、革新俱乐部（Reform Club）、东印度公司三军会（United Services Club）、牛津剑桥联合俱乐部（Oxford and Cambridge Club）和皇家汽车俱乐部（Royal Automobile Club）等。这时的蓓尔美尔，又以会所雲集而知名。如今，除了三军会故址为董事学会（Institute of Directors）入驻之外，这些会所仍然在此安营扎寨。

## 建筑

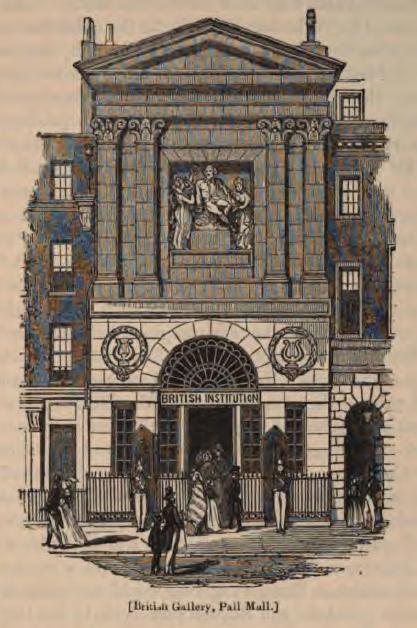
蓓尔美尔52号，英国学会（British Institute），1851年

几个世纪以来，王室拥有街道南边几乎所有房产。如今，它们仍然系于皇家财产局（Crown Estate）的名下。其中，位于街道最西端的是聖詹姆士宮。与它隔街相望的马堡府（Marlborough House），从前也是王室宫苑。位于街道东端的卡尔顿府联排，则建在摄政王府（Carlton House）的故址之上。
战争部（War Office）设在蓓尔美尔期间，蓓尔美尔又成为它的代名词，就像白厅成为政府的代名词一样。战争部大楼由马修·别廷翰和罗伯特·亚当设计，建于坎伯兰府（Cumberland House）故址。
绍姆贝格府（Schomberg House）和白金汉府（Buckingham House）也有着重要的艺术价值。白金汉府可不是白金汉宫，而是约翰·索恩爵士为白金汉和钱多斯公爵家族设计建造的伦敦府邸。1908年，白金汉府被拆除后，原址建起了皇家汽车俱乐部。
米德兰银行开在街上的支行是由埃德温·鲁琴斯设计建造的。

## 参看
- 绍姆贝格府 （页面存档备份，存于）
- 伦敦绅士俱乐部列表 （页面存档备份，存于）
- 第欧根尼俱乐部 （页面存档备份，存于）：福尔摩斯探案小说中虚构的一家蓓尔美尔俱乐部